# Kraina Przemian
Kraina Przemian (tyt. oryg. The Changing Land) – powieść fantasy amerykańskiego pisarza Rogera Zelazny’ego, wydana pierwotnie w 1981 roku przez wydawnictwo Del Rey (ISBN 0-345-25389-2).
W Polsce książka została wydana nakładem Domu Wydawniczego REBIS w 1992 roku, w tłumaczeniu Małgorzaty Pacyny (ISBN 83-85202-57-9). Ilustrację na okładce zaprojektował Doug Beekman.

## Fabuła
Bohater, pół-elf i pół-człowiek, poszukuje złego maga Jeleraka, aby się zemścić za zamianę go na wieki w kamień i zesłanie do piekła. Podróżuje na stalowym, demonicznym rumaku o imieniu Black, na którym stamtąd powrócił. Dilvish wyrusza w kierunku kolejnej siedziby Jeleraka - Wiecznego Zamku. Powieść doczekała się także kontynuacji w postaci zbioru opowiadań wydanych rok później pod tytułem Dilvish Przeklęty, których fabuła poprzedza wydarzenia z „Krainy Przemian”.